# Rebecca Marino
Rebecca Catherine Marino (Toronto, 16 dicembre 1990) è una tennista canadese.

## Biografia
Italocanadese nata a Toronto, si è trasferita con la famiglia quando aveva due anni a Vancouver dove è poi rimasta per diversi anni. Nel 2009 si è spostata a Montréal.
Figlia di un imprenditore edile, che da studente era un bravo giocatore nella squadra di football canadese dell'Università Mount Allison, all'età di 5 anni fu accompagnata  dalla madre a un circolo sportivo per praticare badminton,
poi si dedicò al tennis quando era decenne poiché fu notata da un allenatore di tennis che la convinse a cambiare sport della racchetta. All'Australian Open 2008 - Singolare ragazze è giunta al secondo turno venendo poi eliminata da Jasmina Tinjic.
All'US Open 2010 - Singolare femminile dopo aver superato il primo turno ha affrontato in una difficile sfida Venus Williams da cui è uscita sconfitta. Il 27 settembre 2010 è diventata la numero due del Canada, superata solo da Aleksandra Wozniak.
Il 19 febbraio 2011 ha perso la sua prima e unica finale in un torneo WTA, a Memphis, anche a causa di un problema fisico, contro Magdaléna Rybáriková.
Ha annunciato il suo ritiro  nel 2013, a neanche 23 anni, non reggendo il cyberbullismo , ma nel settembre 2017, dopo aver intrapreso gli studi in letteratura inglese presso l'Università della Columbia Britannica ed essersi dedicata al canottaggio, ha dichiarato di voler rientrare nel circuito. Il ritorno alle gare si è concretizzato nel gennaio 2018.

## Statistiche WTA

### Singolare

#### Sconfitte (1)
| Legenda               | Legenda      |
| --------------------- | ------------ |
| Grande Slam (0)       |              |
| Argenti Olimpici (0)  |              |
| WTA Finals (0)        |              |
| WTA Elite Trophy (0)  |              |
| Dal 2009 al 2020      | Dal 2021     |
| Premier Mandatory (0) | WTA 1000 (0) |
| Premier 5 (0)         | WTA 1000 (0) |
| Premier (0)           | WTA 500 (0)  |
| International (1)     | WTA 250 (0)  |

| N. | Data             | Torneo                | Superficie  | Avversaria in finale | Punteggio |
| 1. | 19 febbraio 2011 | Memphis Open, Memphis | Cemento (i) | Magdaléna Rybáriková | 2-6, rit. |

## Circuito WTA 125

### Singolare

#### Vittorie (1)
| N. | Data             | Torneo                          | Superficie  | Avversaria in finale | Punteggio |
| 1. | 10 novembre 2024 | Midland Tennis Classic, Midland | Cemento (i) | Alycia Parks         | 6-2, 6-1  |

#### Sconfitte (1)
| N. | Data           | Torneo              | Superficie | Avversaria in finale | Punteggio |
| 1. | 15 giugno 2025 | Ilkley Open, Ilkley | Erba       | Iva Jovic            | 1-6, 3-6  |

### Doppio

#### Vittorie (2)
| N. | Data            | Torneo                       | Superficie  | Compagna      | Avversarie in finale              | Punteggio        |
| 1. | 31 luglio 2021  | LTP Women's Open, Charleston | Terra verde | Liang En-shuo | Erin Routliffe Aldila Sutjiadi    | 5-7, 7-5, [10-7] |
| 2. | 25 ottobre 2024 | Abierto Tampico, Tampico     | Cemento     | Carmen Corley | Alina Korneeva Polina Kudermetova | 6-3, 6-3         |

## Statistiche ITF

### Singolare

#### Vittorie (16)
| Torneo $100.000 (2) |
| Torneo $80.000 (0)  |
| Torneo $75.000 (0)  |
| Torneo $60.000 (3)  |
| Torneo $50.000 (3)  |
| Torneo $40.000 (0)  |
| Torneo $25.000 (4)  |
| Torneo $15.000 (3)  |
| Torneo $10.000 (1)  |

| N.  | Data              | Torneo                                                   | Superficie  | Avversaria           | Punteggio           |
| 1.  | 18 agosto 2008    | Trofeo Torrisi Crea, Trecastagni                         | Cemento     | Alice Moroni         | 6-2, 6-2            |
| 2.  | 20 settembre 2010 | National Bank Challenger Saguenay, Saguenay              | Cemento (i) | Alison Riske         | 6–4, 6(4)–7, 7–6(5) |
| 3.  | 4 ottobre 2010    | Women's Pro Tennis Classic, Kansas City                  | Cemento     | Edina Gallovits-Hall | 6(4)–7, 6–0, 6–2    |
| 4.  | 11 ottobre 2010   | USTA Tennis Classic of Troy, Troy                        | Cemento     | Ashley Weinhold      | 6–1, 6-2            |
| 5.  | 15 ottobre 2012   | Rock Hill Rocks Open, Rock Hill                          | Cemento     | Sharon Fichman       | 3–6, 7–6(5), 6–2    |
| 6.  | 4 febbraio 2018   | GD Tennis Academy, Adalia                                | Cemento     | Cristina Ene         | 6-3, 6-3            |
| 7.  | 11 febbraio 2018  | GD Tennis Academy, Adalia                                | Cemento     | Nina Stadler         | 6-1, 6-4            |
| 8.  | 19 febbraio 2018  | GD Tennis Academy, Adalia                                | Cemento     | Gaia Sanesi          | 6-2, 6-1            |
| 9.  | 15 giugno 2018    | Winnipeg Challenger, Winnipeg                            | Cemento     | Julia Glushko        | 7–6(3), 7–6(4)      |
| 10. | 22 settembre 2018 | Team Luke Hope for Minds Tennis Classic, Lubbock         | Cemento     | Robin Anderson       | 6–4, 6–1            |
| 11. | 19 maggio 2019    | Kurume Best Amenity International Women's Tennis, Kurume | Sintetico   | Yuki Naito           | 6-4, 7-6(0)         |
| 12. | 18 luglio 2021    | The Women's Hostpital Classic, Evansville                | Cemento     | Mayo Hibi            | 6-3, 3-6, 6-0       |
| 13. | 6 marzo 2022      | Arcadia Women's Pro Open, Arcadia                        | Cemento     | Alycia Parks         | 7-6(0), 6-1         |
| 14. | 11 febbraio 2024  | Guanajuato Open, Irapuato                                | Cemento     | Jule Niemeier        | 6-1, 6-2            |
| 15. | 22 giugno 2024    | Ilkley Trophy, Ilkley                                    | Erba        | Jessika Ponchet      | 4-6, 6-1, 6-4       |
| 16. | 20 ottobre 2024   | Calgary National Bank Challenger, Calgary                | Cemento (i) | Anna Rogers          | 7-5, 6-4            |

#### Sconfitte (9)
| Torneo $100.000 (0) |
| Torneo $80.000 (0)  |
| Torneo $75.000 (0)  |
| Torneo $60.000 (1)  |
| Torneo $50.000 (2)  |
| Torneo $40.000 (0)  |
| Torneo $25.000 (4)  |
| Torneo $15.000 (0)  |
| Torneo $10.000 (2)  |

| N. | Data             | Torneo                                                      | Superficie  | Avversaria         | Punteggio     |
| 1. | 25 maggio 2008   | Koser Jewelers Pro Circuit Tennis Challenge, Landisville    | Cemento     | Kristie Ahn        | 3-6, 6-2, 3-6 |
| 2. | 17 agosto 2008   | AEGON Pro Series Cumberland, Cumberland                     | Cemento     | Anna Smith         | 3–6, 6–3, 5–7 |
| 3. | 22 marzo 2009    | Ciudad Santa Cruz De Tenerife, Santa Cruz de Tenerife       | Cemento     | Elena Bovina       | 2–6, 4–6      |
| 4. | 5 luglio 2009    | Sportsmen's Tennis Club USTA Pro Circuit Challenger, Boston | Cemento     | Michaëlla Krajicek | 3–6, 4–6      |
| 5. | 11 aprile 2010   | Torhout Open, Torhout                                       | Cemento (i) | Mona Barthel       | 6-2, 4-6, 2-6 |
| 6. | 15 aprile 2018   | Fuji Yakuhin Cup, Osaka                                     | Cemento     | Destanee Aiava     | 3-6, 6(2)-7   |
| 7. | 7 aprile 2019    | Kashiwa Open, Kashiwa                                       | Cemento     | Darija Snihur      | 4-6, 2-6      |
| 8. | 20 febbraio 2022 | World Tennis Tour Cancun, Cancún                            | Cemento     | Linda Fruhvirtová  | 3-6, 4-6      |
| 9. | 13 marzo 2022    | Guanajuato Open, Irapuato                                   | Cemento     | Zhu Lin            | 4-6, 1-6      |

### Doppio

#### Vittorie (3)
| Torneo $100.000 (0) |
| Torneo $80.000 (0)  |
| Torneo $75.000 (0)  |
| Torneo $60.000 (0)  |
| Torneo $50.000 (0)  |
| Torneo $40.000 (0)  |
| Torneo $25.000 (1)  |
| Torneo $15.000 (0)  |
| Torneo $10.000 (2)  |

| N. | Data            | Torneo                                   | Superficie | Partner                | Rivali in finale                 | Risultato        |
| 1. | 27 luglio 2008  | Women's Hospital Classic, Evansville     | Cemento    | Ellah Nze              | Courtney Dolehide Kirsten Flower | 7-5, 6-3         |
| 2. | 12 ottobre 2008 | ITF Women's Circuit Southlake, Southlake | Cemento    | Beatrice Capra         | Mary Gambale Elizabeth Lumpkin   | 3–6, 6–4, [10–6] |
| 3. | 20 luglio 2019  | Challenger de Gatineau, Gatineau         | Cemento    | Leylah Annie Fernandez | Hsu Chieh-yu Marcela Zacarías    | 7–6(5), 6-3      |

#### Sconfitte (10)
| Torneo $100.000 (2) |
| Torneo $80.000 (0)  |
| Torneo $75.000 (0)  |
| Torneo $60.000 (3)  |
| Torneo $50.000 (2)  |
| Torneo $40.000 (0)  |
| Torneo $25.000 (2)  |
| Torneo $15.000 (0)  |
| Torneo $10.000 (1)  |

| N.  | Data              | Torneo                                                       | Superficie  | Partner          | Rivali in finale                         | Risultato        |
| 1.  | 27 aprile 2008    | ITF Women's Circuit Toluca, Toluca                           | Cemento     | Lena Litvak      | Agustina Lepore Frederica Piedade        | 4–6, 2–6         |
| 2.  | 3 febbraio 2009   | AEGON Pro Series Sutton, Sutton                              | Cemento (i) | Katie O'Brien    | Raquel Kops-Jones Renata Voráčová        | 3-6, 3-6         |
| 3.  | 27 settembre 2009 | National Bank Challenger Saguenay, Saguenay                  | Cemento (i) | Stéphanie Dubois | Sofia Arvidsson Séverine Beltrame        | 3–6, 1–6         |
| 4.  | 15 maggio 2010    | Internazionali Femminili di Tennis Città di Caserta, Caserta | Terra rossa | Nicole Clerico   | Kacjaryna Dzehalevič Irena Pavlović      | 3–6, 3–6         |
| 5.  | 25 settembre 2010 | National Bank Challenger Saguenay, Saguenay                  | Cemento (i) | Heidi El Tabakh  | Jorgelina Cravero Stéphanie Foretz Gacon | 3–6, 4–6         |
| 6.  | 10 aprile 2021    | Bellinzona Ladies Open, Bellinzona                           | Terra rossa | Yuki Naito       | Anna Danilina Ekaterine Gorgodze         | 5-7, 3-6         |
| 7.  | 16 ottobre 2021   | Rancho Santa Fe Open, Rancho Santa Fe                        | Cemento     | Liang En-shuo    | Katarzyna Kawa Tereza Mihalíková         | 3-6, 6-4, [6-10] |
| 8.  | 10 febbraio 2024  | Guanajuato Open, Irapuato                                    | Cemento     | Ann Li           | Hailey Baptiste Whitney Osuigwe          | 5-7, 4-6         |
| 9.  | 5 maggio 2024     | Kangaroo Cup, Gifu                                           | Cemento     | Kimberly Birrell | Liang En-shuo Tang Qianhui               | 0-6, 3-6         |
| 10. | 29 settembre 2024 | Central Coast Tennis Classic, Templeton                      | Cemento     | Carmen Corley    | Sophie Chang Rasheeda McAdoo             | 6-1, 2-6, [4-10] |

## Billie Jean King Cup

### Vittorie (1)
| N. | Data             | Torneo                         | Superficie  | Compagne                                                             | Avversarie in finale                                                                       | Punteggio |
| 1. | 12 novembre 2023 | Billie Jean King Cup, Siviglia | Cemento (i) | Leylah Fernandez Marina Stakusic Eugenie Bouchard Gabriela Dabrowski | Jasmine Paolini Martina Trevisan Elisabetta Cocciaretto Lucia Bronzetti Lucrezia Stefanini | 2-0       |

## Risultati in progressione
| Sigla | Risultato               |
| ----- | ----------------------- |
| V     | Vincitore               |
| F     | Finalista               |
| SF    | Semifinalista           |
| O     | Oro olimpico            |
| A     | Argento olimpico        |
| SF    | Bronzo olimpico         |
| QF    | Quarti di Finale        |
| 4T    | Quarto turno            |
| 3T    | Terzo turno             |
| 2T    | Secondo turno           |
| 1T    | Primo turno             |
| RR    | Round Robin             |
| LQ    | Turno di qualificazione |
| A     | Assente                 |
| ND    | Non disputato           |

| Legenda superfici    |
| -------------------- |
| Cemento              |
| Terra battuta        |
| Erba                 |
| Superficie variabile |

### Singolare nei tornei del Grande Slam
| Torneo          | 2010 | 2011 | 2012 | 2013 |
| --------------- | ---- | ---- | ---- | ---- |
| Australian Open | A    | 2T   | 1T   | 1T   |
| Open di Francia | A    | 3T   | A    | A    |
| Wimbledon       | A    | 2T   | A    | A    |
| US Open         | 2T   | 1T   | A    | A    |

### Doppio nei tornei del Grande Slam
| Torneo          | 2010 | 2011 | 2012 | 2013 |
| --------------- | ---- | ---- | ---- | ---- |
| Australian Open | A    | A    | 1T   | A    |
| Open di Francia | A    | 1T   | A    | A    |
| Wimbledon       | A    | 1T   | A    | A    |
| US Open         | A    | 1T   | A    | A    |

### Doppio misto nei tornei del Grande Slam
| Torneo          | 2010 | 2011 | 2012 | 2013 |
| --------------- | ---- | ---- | ---- | ---- |
| Australian Open | A    | A    | A    | A    |
| Open di Francia | A    | A    | A    | A    |
| Wimbledon       | A    | 1T   | A    | A    |
| US Open         | A    | A    | A    | A    |